# Plàtan de Bítem
El Plàtan de Bítem (Platanus x hispanica) és un arbre que es troba a Bítem (Tortosa, el Baix Ebre).

## Dades descriptives
- Perímetre del tronc a 1,30 m: 4,75 m.
- Perímetre de la base del tronc: 8,79 m.[1]
- Alçada: 28,5 m.
- Amplada de la capçada: 23,8 m.
- Altitud sobre el nivell del mar: 135 m.

## Entorn
Se situa entre camps i feixes amples amb tarongers, figueres, garrofers, oliveres, ametllers i nesprers del Japó, en estat d'abandó, cosa que ha donat pas a l'entrada d'espècies ruderals i arvenses amb predomini de gramínies. Hi ha espècies ornamentals, que són restes d'una antiga zona enjardinada, com el xiprer, la troana, el boneter del Japó, l'hibisc de Síria i l'àloe del sabó. Quant a herbatge, veiem el lletsó, la morella de paret i les ravenisses blanca i groga. La fauna més comuna són els ocells: pardals, caderneres, gafarrons i estornells vulgars.

## Aspecte general
És un plàtan de dimensions espectaculars, especialment ample, de tronc morfològicament bell (gairebé rectangular) i té una aparença força saludable. S'hi poden observar certes ferides, que venen de temps enrere, per efecte d'esporgues abusives. A uns 3 metres d'alçada, el tronc principal té una concavitat molt gran, i a la soca també hi ha una bona ferida, deguda molt probablement al trànsit rodat, atès que la ferida és a la zona de l'arbre que dona al camí. A certa alçada de la capçada, s'hi pot veure ferralla (restes de l'antic enllumenat) adherida a les branques. El seu aspecte imponent el fa visible a gran distància, ja que sobresurt entre els conreus de cítrics i fruiters del seu entorn immediat, i fa petita la masia que té al costat seu.

## Curiositats
És un exemplar ornamental, amb una clara funció d'ombra per a la gent del país, el qual, a l'estiu, a l'hora dels menjars, s'arreplegava a l'entorn de l'arbre, on es refrescaven i feien l'àpat. Temps abans d'ésser declarat Arbre Monumental, varen tallar una branca per tal que passessin els camions, la qual, en caure, va malmetre tota una fila de tarongers.

## Accés
Des de Tortosa, cal agafar la carretera T-301, que duu fins a Benifallet, Tivenys i Bítem. El primer poblet que trobem és Bítem, al cap de 3 quilòmetres aproximadament. El travessem i, uns 800 metres després, veurem, a mà dreta, un petit mas amb conreus i l'enorme plàtan, gairebé a peu de carretera. GPS 31T 0291058 4527209.